# Periwolia (dystrykt Larnaka)
Periwolia (gr. Περιβόλια) – wieś w Republice Cypryjskiej, w dystrykcie Larnaka. W 2011 roku liczyła 3009 mieszkańców.